# ГТЕС Те-Міхі
ГТЕС Те-Міхі — геотермальна електростанція на Північному острові Нової Зеландії.
Станція, яку ввели в роботу у 2014 році, використовує енергію геотермальної системи Ваїракеї-Таухара (Wairakei-Tauhara), при цьому вона живиться від двох полів свердловин:
- близько 60 % пари надходить з поля Те-Міхі, де існують два типи свердловин — одні продукують сухий пар із зони на глибині від 300 до 400 метрів, тоді як інші подають двофазну пароводяну суміш з підземного резервуара, що знаходить на глибині близько 2,5 кілометра та розігрітий до 250 градусів Цельсію. Можливо відзначити, що з цього ж поля живляться ГТЕС Ваїракеї (стала до ладу ще в 1950-х роках) та ГТЕС Поїхірі (55 МВт), при цьому завдяки використанню сучасної технології з того ж обсягу геотермальних флюїдів ГТЕС Те-Міхі отримує на чверть більше енергії ніж ГТЕС Ваїракеї;

- ще 40 % пари отримують у вигляді двофазної пароводяної суміші з Західного поля, яке має 30 свердловин, пробурених на глибину у 600 метрів.

Відпрацьована вода частково закачується назад у геотермальне поле за допомогою насосної станції, що споживає 6 МВт.
Електроенергію виробляють дві парові турбіни виробництва Toshiba потужністю по 83 МВт.
З метою запобігання накопиченню осаду у системі трубопроводів та свердловинах до циркулюючої води додають сульфатну кислоту, тому на станції встановили резервуар для неї місткістю 80 тисяч літрів.
Для охолодження використовують воду із річки Ваїкато.
Видача продукції відбувається під напругою 220 кВ.